# 构皮滩镇
构皮滩镇，是中华人民共和国贵州省遵义市余庆县下辖的一个乡镇级行政单位。

## 行政区划
构皮滩镇下辖以下地区：
太平社区、构皮滩村、高坡村、永兴村、齐坡村、红旗村、瓮脚村、葛旁村、天生桥村和红飞村。